# Олон (Верхние Пиренеи)
Оло́н (фр. и окс. Aulon) — коммуна во Франции, находится в регионе Юг — Пиренеи. Департамент — Верхние Пиренеи. Входит в состав кантона Арро. Округ коммуны — Баньер-де-Бигор.
Код INSEE коммуны — 65046.

## География
Коммуна расположена приблизительно в 690 км к югу от Парижа, в 125 км юго-западнее Тулузы, в 50 км к юго-востоку от Тарба.

## Климат
Климат умеренно-океанический с солнечной тёплой погодой и обильными осадками на протяжении практически всего года.

## Население
Население коммуны на 2010 год составляло 81 человек.
| 1962 | 1968 | 1975 | 1982 | 1990 | 1999 | 2010 |
| ---- | ---- | ---- | ---- | ---- | ---- | ---- |
| 76   | 68   | 66   | 60   | 80   | 84   | 81   |

## Администрация
| Период | Период | Фамилия             | Партия       | Примечания |
| ------ | ------ | ------------------- | ------------ | ---------- |
| 2008   | 2020   | Жан-Бертран Дюбарри | беспартийный |            |

## Экономика
В 2010 году среди 50 человек трудоспособного возраста (15-64 лет) 33 были экономически активными, 17 — неактивными (показатель активности — 66,0 %, в 1999 году было 70,9 %). Из 33 активных жителей работали 31 человек (20 мужчин и 11 женщин), безработных было 2 (1 мужчина и 1 женщина). Среди 17 неактивных 4 человека были учениками или студентами, 5 — пенсионерами, 8 были неактивными по другим причинам.

## Достопримечательности
- Церковь Св. Феликса (XV век). Исторический памятник с 1989 года[4]
- Бенедиктинская церковь XI века. Исторический памятник с 1926 года[5]

## Фотогалерея
- Олон
- Церковь Св. Феликса
- Карта коммуны